# TV total PokerStars.de Nacht
Die TV total PokerStars.de Nacht (TV total EuroPoker.net Nacht bei der ersten Ausstrahlung sowie Die große ProSieben PokerStars.de-Nacht bei der letzten Ausstrahlung) war eine Fernsehsendung des Privatsenders ProSieben, in der fünf Prominente und ein Kandidat, der sich zuvor online qualifiziert hatte, gegeneinander die Pokervariante No Limit Texas Hold’em spielten. Bis Ende 2015 wurde die Sendung, die ab der zweiten Folge vom Onlinepokerraum PokerStars gesponsert wurde, als Sondersendung im Rahmen von TV total durch Stefan Raab veranstaltet. Nach Raabs vorläufigem Rückzug aus dem Showgeschäft bis 2024 wurde sie für eine Folge unter der Führung seines früheren Kollegen Elton fortgesetzt. 2025 startete mit Raabs Pokernacht mit GGPoker.de eine Neuauflage der Sendung für den Sender RTL.

## Spielformat
In einer Ausgabe wurde ein Turnier mit sechs Teilnehmern gespielt, wobei bis Ende 2015 immer Stefan Raab und seit Beginn fast immer Elton teilnahmen. Die restlichen Plätze belegten diverse Prominente sowie ein Online-Qualifikant.
|          | 2006–2015 | 2016   |
| -------- | --------- | ------ |
| 1. Platz | 50.000    | 35.000 |
| 2. Platz | 20.000    | 15.000 |
| 3. Platz | 15.000    | 10.000 |
| 4. Platz | 10.000    | 07.000 |
| 5. Platz | 05.000    | 03.000 |
| 6. Platz | –         | –      |

## Moderation
Durch die Sendung führten zunächst Moderator Oliver Welke und der Poker-Experte Michael Körner von Sport1, als Croupier agierten im Wechsel Gaby Sanejstra und Stefanie Quint. Im Oktober 2010 übernahm Jessica Kastrop, bis dahin ausschließlich bei Sky tätig, die Stelle von Oliver Welke. Ab dem 17. Dezember 2013 moderierte Natalie Hof.
In der 25. Ausgabe nahm Michael Körner aktiv am Pokerturnier teil, seine Aufgabe als Experte übernahm für diese Sendung der professionelle Pokerspieler Jan Heitmann, der ansonsten zu den Trainern der prominenten Teilnehmer gehörte. Diese Jubiläumssendung entschied der Online-Qualifikant Xenos für sich, Körner selbst wurde Vierter.

## Liste aller Sendungen
Die folgende Tabelle nennt die Ergebnisse aller Sendungen. Die Online-Qualifikanten sind dabei kursiv dargestellt. Bei mehrmals anwesenden Kandidaten ist die Nummer des Besuchs in Klammern hinter dem Namen angegeben, nicht aber bei den Dauerteilnehmern Raab und Elton, wobei Raab bei jeder Show bis Ende 2015 antrat, während Elton fünfmal (Ausgaben 18, 30, 38, 39 und 42) fehlte.
| Folge                                   | Datum              | Platzierung           | Platzierung            | Platzierung                 | Platzierung             | Platzierung                 | Platzierung         |
| Folge                                   | Datum              | Sieger                | Zweiter                | Dritter                     | Vierter                 | Fünfter                     | Sechster            |
| --------------------------------------- | ------------------ | --------------------- | ---------------------- | --------------------------- | ----------------------- | --------------------------- | ------------------- |
| TV total EuroPoker.net Nacht            |                    |                       |                        |                             |                         |                             |                     |
| 01                                      | 06. Juli 2006      | Elton                 | Michael Herbig         | Stefan Raab                 | Christoffer             | Heike Makatsch              | Sasha (1)           |
| TV total Pokerstars.de Nacht            |                    |                       |                        |                             |                         |                             |                     |
| 02                                      | 14. Dezember 2006  | Thilo                 | Elton                  | Michael Mittermeier         | Lars Niedereichholz     | Katy Karrenbauer            | Stefan Raab         |
| 03                                      | 21. Februar 2007   | Thomas                | Axel Stein (1)         | Hugo Egon Balder            | Elton                   | Stefan Raab                 | Janine Kunze        |
| 04                                      | 19. April 2007     | Alexander             | Stefan Raab            | Karl Dall                   | Charlotte Engelhardt    | Torsten Frings              | Elton               |
| 05                                      | 31. Mai 2007       | Marcel                | Mike Krüger            | Elton                       | Stefan Raab             | Bernhard Hoëcker            | Miriam Pielhau (1)  |
| 06                                      | 27. September 2007 | Elton                 | Stefan Raab            | Peter Lohmeyer              | Ernst                   | Marta Jandová               | Oliver Pocher       |
| 07                                      | 13. Dezember 2007  | DJ BoBo (1)           | Elton                  | Reiner Calmund              | Kai Hild                | Julia Stinshoff             | Stefan Raab         |
| 08                                      | 28. Februar 2008   | Simone Thomalla       | Claus                  | Kaya Yanar                  | Stefan Raab             | Kai Pflaume                 | Elton               |
| 09                                      | 01. Mai 2008       | Tim Mälzer (1)        | Stefan Kretzschmar (1) | Stefan Raab                 | Pascal                  | Elton                       | Felicitas Woll      |
| 10                                      | 06. November 2008  | Elton                 | Barry Purkis           | Moritz Bleibtreu            | Stefan Raab             | Sarah Wiener                | Sido (1)            |
| 11                                      | 16. Dezember 2008  | Florian Silbereisen   | Helge Schneider (1)    | Toni                        | Stefanie Kloß           | Stefan Raab                 | Elton               |
| 12                                      | 03. Februar 2009   | Lilly Kerssenberg (1) | Stefan Raab            | Elton                       | Mario Basler            | Steven                      | Boris Becker (1)    |
| 13                                      | 17. März 2009      | Joey Kelly            | Stefan Raab            | Dirk Bach                   | Cora Schumacher         | Elton                       | Thorsten Judt       |
| 14                                      | 27. Oktober 2009   | Jan-Philipp           | Boris Becker (2)       | Ruud Gullit                 | Lilly Becker (2)        | Elton                       | Stefan Raab         |
| 15                                      | 08. Dezember 2009  | Elton                 | Detlef D! Soost        | Olaf Schubert               | Achim                   | Sonja Zietlow (1)           | Stefan Raab         |
| 16                                      | 22. Februar 2010   | Stefan Raab           | Herbert                | Elton                       | Howard Carpendale       | Peyman Amin                 | Charlotte Roche (1) |
| 17                                      | 20. April 2010     | Semih                 | Stefan Kretzschmar (2) | Cindy aus Marzahn (1)       | Elton                   | Stefan Raab                 | Uwe Ochsenknecht    |
| 18                                      | 19. Oktober 2010   | Marco                 | Helge Schneider (2)    | David Garrett               | Sonya Kraus             | Charlotte Roche (2)         | Stefan Raab         |
| 19                                      | 07. Dezember 2010  | Götz Otto             | Elton                  | Bülent Ceylan               | Miriam Pielhau (2)      | Stefan Raab                 | Carlo               |
| 20                                      | 01. März 2011      | Dustin                | Stefan Raab            | Elton                       | Ralf Schmitz            | Martina Hill (1)            | Horst Lichter       |
| 21                                      | 03. Mai 2011       | Vera Int-Veen         | Elton                  | Stefan Raab                 | Marco                   | Guido Cantz                 | Sophia Thomalla     |
| 22                                      | 18. Oktober 2011   | Elton                 | Sascha Hehn            | Matze Knop (1)              | Lena Meyer-Landrut (1)  | Markus                      | Stefan Raab         |
| 23                                      | 20. Dezember 2011  | Pius Heinz            | Elton                  | Stefan Raab                 | Jürgen von der Lippe    | H. P. Baxxter               | Hauke               |
| 24                                      | 28. Februar 2012   | Florian               | Erol Sander            | Elton                       | Sido (2)                | Stefan Raab                 | Nina Bott           |
| 25                                      | 24. April 2012     | Xenos                 | Martina Hill (2)       | Rea Garvey                  | Michael Körner          | Elton                       | Stefan Raab         |
| 26                                      | 18. September 2012 | Stefan Raab           | Jörg                   | Michael Wendler             | Klaas Heufer-Umlauf (1) | Cindy aus Marzahn (2)       | Elton               |
| 27                                      | 09. Oktober 2012   | Jonas Reckermann      | Stefan Raab            | Jeanette Biedermann         | Elton                   | König Boris                 | Hans                |
| 28                                      | 13. November 2012  | Elton                 | Wayne Carpendale       | Tim Mälzer (2)              | Uwe                     | Collien Ulmen-Fernandes (1) | Stefan Raab         |
| 29                                      | 11. Dezember 2012  | Rebecca Mir           | Christian              | Elton                       | Joko Winterscheidt      | Max Mutzke                  | Stefan Raab         |
| 30                                      | 29. Januar 2013    | Stefan Raab           | Andrea Kaiser          | Lena Meyer-Landrut (2)      | Jorge Gonzalez          | Christian                   | Ingo Appelt         |
| 31                                      | 12. März 2013      | Carolin Kebekus       | Elton                  | Elyas M’Barek (1)           | Stefan Raab             | Miroslaw                    | Helge Schneider (3) |
| 32                                      | 07. Mai 2013       | Stefan Raab           | René                   | Ross Antony                 | Elton                   | Heino                       | Diana Amft          |
| 33                                      | 08. Oktober 2013   | Jana Ina              | The BossHoss           | Stefan Raab                 | Simon Gosejohann        | Daniel                      | Elton               |
| 34                                      | 05. November 2013  | Elton                 | Robert Harting         | Hella von Sinnen (1)        | Stefan Raab             | Matthias Killing            | Tim                 |
| 35                                      | 17. Dezember 2013  | Elton                 | Luke Mockridge         | Axel Stein (2)              | Alexander               | Jeannine Michaelsen         | Stefan Raab         |
| 36                                      | 04. Februar 2014   | Christian             | Christine Theiss       | Stefan Raab                 | Elton                   | Tom Beck                    | Frank Buschmann     |
| 37                                      | 25. März 2014      | Elton                 | Stefan Raab            | Collien Ulmen-Fernandes (2) | Daniel Aminati          | Markus                      | Eko Fresh           |
| 38                                      | 20. Mai 2014       | Steffen Henssler      | Robert                 | Rick Kavanian               | Martin Kesici           | Hella von Sinnen (2)        | Stefan Raab         |
| 39                                      | 07. Oktober 2014   | Ruth Moschner         | Nils                   | Stefan Raab                 | MC Fitti                | Matze Knop (2)              | Thore Schölermann   |
| 40                                      | 25. November 2014  | Peter                 | Elyas M’Barek (2)      | Ronald Schill               | Stefan Raab             | Elton                       | Janin Reinhardt     |
| 41                                      | 16. Dezember 2014  | Elton                 | Markus                 | Sonja Zietlow (2)           | Sasha (2)               | Tim Mälzer (3)              | Stefan Raab         |
| 42                                      | 13. Februar 2015   | Max Kruse             | Stefanie Heinzmann     | Stefan Raab                 | Steven Gätjen           | Ken Duken                   | Klaus               |
| 43                                      | 27. März 2015      | Achim                 | Stefan Raab            | Klaas Heufer-Umlauf (2)     | Elton                   | Ann Sophie                  | Paul Panzer         |
| 44                                      | 16. Oktober 2015   | Elton                 | Klaus                  | Joyce Ilg                   | Johannes Strate         | Stefan Raab                 | Peter Stöger        |
| 45                                      | 04. Dezember 2015  | Elton                 | Stefan Raab            | Thorsten                    | Charlotte Roche (3)     | Frank Buschmann (2)         | Elyas M’Barek (3)   |
| Die große ProSieben PokerStars.de-Nacht |                    |                       |                        |                             |                         |                             |                     |
| 46                                      | 22. April 2016     | DJ BoBo (2)           | Elton                  | Phil Laude                  | Jamie-Lee Kriewitz      | Kostja Ullmann              | Jevgeni             |

## Statistik
Die durchschnittlichen Platzierungen der beiden Stammteilnehmer Stefan Raab (3,82) und Elton (3,00) lagen in der Nähe des Erwartungswertes einer Gleichverteilung (3,50), wobei Raab im Schnitt etwas schlechter und Elton etwas besser abschnitt. Ebenso war die Bilanz bei den Online-Qualifikanten (3,11) leicht überdurchschnittlich, bei den Frauen (3,85) hingegen leicht unterdurchschnittlich (Folgen 18, 21 und 30 mit zwei Frauen, Folge 23 ohne weibliche Beteiligung, sonst immer jeweils eine).
Raab gewann viermal, während Elton zehnmal siegte. Standen Raab und Elton im Heads-Up, waren also die letzten Verbliebenen am Tisch, so gewann immer Elton (Ausgaben 6, 37 und 45). Von der zweiten bis zur fünften Folge gewann jedes Mal der Online-Qualifikant. Simone Thomalla gewann in der achten Ausgabe als erste Frau.

## All In (Alles auf Risiko)
In der 26. Show vom 18. September 2012 waren unter anderem Klaas Heufer-Umlauf und Michael Wendler zu Gast. Als sich die beiden ein Duell lieferten, forderte Raab Michael Wendler mit den Worten „Komm, Wendler! All in! *Klatsch, klatsch*. Alles auf Risiko. Lalalala la lala.“ zum All in auf. Dabei imitierte Raab den für Wendler so typischen Schlagerstil, versuchte ihn also komödiantisch zu karikieren. Nachdem das Publikum Raabs Einlage mit Lachen kommentierte, griff er seine Idee sofort wieder auf, ersetzte nun aber das zweifache Klatschen durch ein weiteres „All in!“. Hier deutete er aber durch Änderung der Stimmlage und Gestik mit den Armen an, dass dieses, obgleich er es nun selbst sprach, in seiner spontanen musikalischen Idee eigentlich vom Publikum oder einem Backingchor zu rufen sei. Daraufhin erklärte er dem Publikum sogar, dass dieses mitmachen solle. Mehrfach wiederholte er es nun mit großer Beteiligung des Publikums. Sogar Kommentator Michael Körner meinte recht schnell zu Moderatorin Jessica Kastrop „Das ist echt nicht schlecht, oder? Das geht durch als Hit.“ Nach dem River ging Klaas Heufer-Umlauf dann tatsächlich All in. Ein Zuschauer aus dem Publikum rief „All in!“ und Raab erwiderte „Alles auf Risiko!“. Im Laufe der Sendung arbeitete Raab im Kopf weiter am Song und präsentierte weitere Textzeilen.
Am Ende gewann Raab das Turnier, es war sein zweiter Sieg. Direkt im Anschluss an die Sendung wurde der inzwischen fertig geschriebene und produzierte Song mit Musikvideo präsentiert. Im Gegensatz zu den regulären TV-total-Sendungen, die für gewöhnlich wenige Stunden vor der Ausstrahlung, manchmal auch einen Tag zuvor aufgezeichnet werden, sind die Pokershows bereits viele Tage zuvor aufgezeichnet. So blieb Raab nach der Pokershow noch etwas Zeit, um den Song fertig zu schreiben, ihn im Studio aufzunehmen und ein Musikvideo zu drehen. Das Musikvideo zeigt Raab singend und mit Gitarre im Studio und benutzt Ausschnitte aus der Pokershow. Viele der Ausschnitte aus der Show zeigen Situationen, in denen Raab die gerade frisch erfundene Textzeile zum Besten gibt.
Ab der nächsten Show, die am 9. Oktober 2012 ausgestrahlt wurde, wurde die bisherige Titelmusik bis Raabs vorübergehenden Rückzug aus der Öffentlichkeit durch einen Teil des Refrains von Raabs neuem Song ersetzt. Die Musik wurde eingespielt, wenn die Show begann und wenn es in die Werbung oder aus ihr heraus ging. Am Ende der Show wurde jedoch nach wie vor die bisherige Musik gespielt. Bei der Ausgabe im April 2016 wurde wieder die alte Titelmusik verwendet.